# Carlos Bernard
Carlos Bernard Papierski (Chicago, Illinois, 12 de octubre de 1962) es un actor estadounidense, conocido por interpretar al agente Tony Almeida en la serie de televisión 24.

## Biografía
Carlos Bernard es de origen español (su madre es española: su nombre es Mercedes Orueta Hormaechevarría) y polaco (su padre es polaco: Bernard Papierski). Se casó en 1999 con la actriz Sharisse Baker y tiene una hija, Natalie, nacida en agosto del 2003. Bernard recibió una Maestría en Bellas Artes en el American Conservatory Theater de San Francisco, después de asistir a la Universidad Estatal de Illinois.

## Carrera
Actuó en distintas producciones:
1. Good con William Hurt
2. Como gustéis (As you like it)
3. Hamlet
4. El diario de Ana Frank
5. The Cherry Orchard

Trabajó con Frank Langella 
Ha aparecido en producciones como Walker, Texas Ranger, F / X: La Serie, Babylon 5, Maloney, y Silk Stalkings y apareció regularmente en la telenovela The Young and the Restless. También actuado en películas como -City of Dreams, The Killing Jar, y el cortometraje The Colonel's Last Flight.

## Filmografía
| Año       | Título                     | Rol                                      | Notas                                     |
| --------- | -------------------------- | ---------------------------------------- | ----------------------------------------- |
| 1996      | The Killing Jar            | Chajén                                   |                                           |
| 1997      | Sunset Beach               | Interno                                  | 4 episodios                               |
| 1997      | Night Man                  | Secuaz de Parker                         | Episodio: "In the Still of the Night"     |
| 1997      | Silk Stalkings             | Bradley Babcock                          | Episodio: "Pink Elephants"                |
| 1997      | F/X: The Series            | Roberto                                  | Episodio: "French Kiss"                   |
| 1998      | Men in White               | Extraterrestre                           | Film para TV                              |
| 1999      | The Young and the Restless | Rafael Delgado                           | 18 episodios                              |
| 1999      | Babylon 5: A Call to Arms  | Comunicaciones                           | Film para TV                              |
| 2000      | The Colonel's Last Flight  | Rosario                                  | Corto                                     |
| 2000      | Mars and Beyond            | Teniente Ronaldo Alvarez                 | Corto                                     |
| 2001      | Vegas, City of Dreams      | Chico Escovedo                           |                                           |
| 2001      | Walker, Texas Ranger       | Raoul 'Skull' Hidalgo                    | Episodio: "Without a Sound"               |
| 2001–2009 | 24                         | Tony Almeida                             | 115 episodios y un especial: 24: Solitary |
| 2006      | 10.5: Apocalypse           | Dr. Miguel Garcia                        | 2 episodios                               |
| 2006      | 24: The Game               | Tony Almeida                             | Videojuego, voz                           |
| 2007      | Nurses                     | Dr. Richmond                             | Film para TV                              |
| 2008      | Alien Raiders              | Aaron Ritter                             |                                           |
| 2010      | Burn Notice                | Gabriel                                  | Episodio: "Good Intentions"               |
| 2010      | Full Nelson                |                                          |                                           |
| 2010      | Angel Camouflaged          | Jude Stevens                             |                                           |
| 2010      | Scoundrels                 | Det. Sgt. Mack                           | Reparto principal                         |
| 2010      | The Blue Wall              | David Keenan                             | Corto                                     |
| 2011      | Ghost Storm                | Sheriff Hal Miller                       | Film para TV                              |
| 2011      | Charlie's Angels           | Pajaro / Rodrigo                         | Episodio: "Angel with a Broken Wing"      |
| 2011–2012 | CSI: Miami                 | Diego Navarro – Nemesis de Horatio Caine | 3 episodios                               |
| 2012      | Hawaii Five-0              | Agente Channing                          | 2 episodios                               |
| 2012–2013 | Dallas                     | Vicente Cano                             | Rol recurrente                            |
| 2013      | Castle                     | Jared Stack                              | Episodio: "The Human Factor"              |
| 2014      | Motive                     | Kurt Taylor                              | Episodio: "Overboard"                     |
| 2014      | Major Crimes               | Pete Sims                                | Episodio: "Acting Out"                    |
| 2015      | Lavalantula                | Interrogador                             |                                           |
| 2015      | Madam Secretary            | Manuel Barzan                            | Episodio: "You Say You Want a Revolution" |
| 2015–2017 | The Inspectors             | Henry Wainwright                         | Director, 24 episodios                    |
| 2017      | 24: Legacy                 | Tony Almeida                             | 6 episodios                               |
| 2017      | Supergirl                  | Oscar Rodas                              | Episodio: "Far From the Tree"             |
| 2019      | The Orville                | Capitán Marcos                           | Episodio: "Identity Part II"              |
| 2022      | The Lincoln Lawyer         | Robert Cardone                           | 3 episodios                               |